# オムロープ・ヘット・ニウスブラット
オムロープ・ヘット・ニウスブラット（Omloop Het Nieuwsblad）とは、例年3月上旬にベルギーのオースト＝フランデレン州を舞台に行われる、自転車ロードレースのワンデーレース。2016年まではUCIヨーロッパツアー1.HCのレースとして位置づけられ、2017年よりUCIワールドツアーに昇格。以前より、「セミ・クラシックレース」と呼ばれていたレースでもある。
2008年までは「オムロープ・ヘット・フォルク」というレース名であったが、ヘット・フォルク紙が2008年をもって休刊したことに伴い、2009年からは、「オムロープ・ヘット・ニウスブラット」に名称が変更された。

## 概要
1945年、ベルギーの日刊紙ヘット・ニウスブラットの主催で1913年に創設されたロンド・ファン・フラーンデレンが第二次世界大戦当時ナチス・ドイツ寄りであったことから、ベルギーの左派系日刊紙を発行していたヘット・フォルク社が対抗して設けたレースである。
コース形態はロンド・ファン・フラーンデレンと類似しており、序盤は平坦が続き、平均して40kmを越す高速レースとなりやすいが、終盤に10％程度の勾配が設定されている。また、石畳も設けられている。一方、このレースは雪で中止になるケースが少なくなく、過去に3回中止されている。

## 歴代優勝者

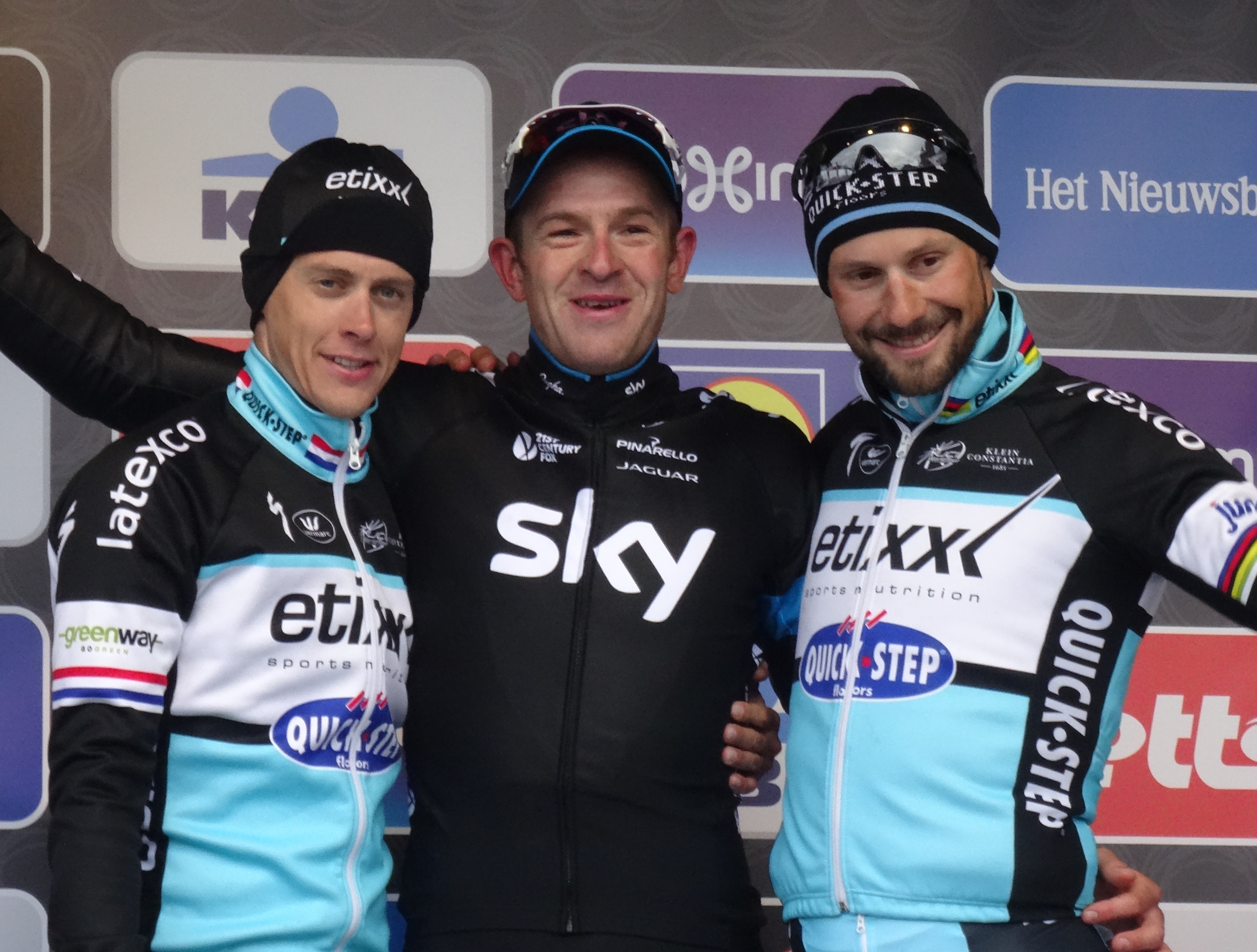
2015 : ニキ・テルプストラ (2位), イアン・スタナード (1位) そして トム・ボーネン (3位)

| 年   | 優勝者                       | 国籍         |
| ---- | ---------------------------- | ------------ |
| 1945 | ジャン・ホハールツ           | ベルギー     |
| 1946 | アンドレ・ピータース         | ベルギー     |
| 1947 | アルベール・セルキュ         | ベルギー     |
| 1948 | シルヴァン・フリソル         | ベルギー     |
| 1949 | アンドレ・デクレルク         | ベルギー     |
| 1950 | アンドレ・デクレルク         | ベルギー     |
| 1951 | ジャン・ボハールツ           | ベルギー     |
| 1952 | エルネスト・ステルクス       | ベルギー     |
| 1953 | エルネスト・ステルクス       | ベルギー     |
| 1954 | カレル・デバール             | ベルギー     |
| 1955 | ロド・アントホニス           | ベルギー     |
| 1956 | エルネスト・ステルクス       | ベルギー     |
| 1957 | ノルベール・ケルクホヴ       | ベルギー     |
| 1958 | ヨセフ・プランカールト       | ベルギー     |
| 1959 | シェイマス・エリオット       | アイルランド |
| 1961 | アルトヒュル・デカボーテル   | ベルギー     |
| 1962 | ロベール・デミデレル         | ベルギー     |
| 1963 | ルネ・ファンメーネン         | ベルギー     |
| 1964 | フラン・メルケンベーク       | ベルギー     |
| 1965 | ノエル・デパウ               | ベルギー     |
| 1966 | ヨ・デ・ロー                 | オランダ     |
| 1967 | ウィリー・フェケマンス       | ベルギー     |
| 1968 | ヘルマン・ファンスプリンヘル | ベルギー     |
| 1969 | ロジェ・デフラミンク         | ベルギー     |
| 1970 | フラン・フェルベーク         | ベルギー     |
| 1971 | エディ・メルクス             | ベルギー     |
| 1972 | フラン・フェルベーク         | ベルギー     |
| 1973 | エディ・メルクス             | ベルギー     |
| 1974 | ヨセフ・ブリュイエール       | ベルギー     |
| 1975 | ヨセフ・ブリュイエール       | ベルギー     |
| 1976 | ウィレム・ペータース         | ベルギー     |
| 1977 | フレディ・マルテンス         | ベルギー     |
| 1978 | フレディ・マルテンス         | ベルギー     |
| 1979 | ロジェ・デフラミンク         | ベルギー     |
| 1980 | ヨセフ・ブリュイエール       | ベルギー     |
| 1981 | ヤン・ラース                 | オランダ     |
| 1982 | アルフォンス・デウォルフ     | ベルギー     |
| 1983 | アルフォンス・デウォルフ     | ベルギー     |
| 1984 | エディ・プランカールト       | ベルギー     |

| 年   | 優勝者                         | 国籍       |
| ---- | ------------------------------ | ---------- |
| 1985 | エディ・プランカールト         | ベルギー   |
| 1987 | トゥーン・ファンフリート       | オランダ   |
| 1988 | ロニー・ファンホレン           | ベルギー   |
| 1989 | エティアンヌ・デウィルデ       | ベルギー   |
| 1990 | ヨハン・カピオ                 | ベルギー   |
| 1991 | アンドレアス・カペス           | ドイツ     |
| 1992 | ヨハン・カピオ                 | ベルギー   |
| 1993 | ウィルフリート・ネリセン       | ベルギー   |
| 1994 | ウィルフリート・ネリセン       | ベルギー   |
| 1995 | フランコ・バッレリーニ         | イタリア   |
| 1996 | トム・ステールス               | ベルギー   |
| 1997 | ペーター・ファンペテヘム       | ベルギー   |
| 1998 | ペーター・ファンペテヘム       | ベルギー   |
| 1999 | フランク・ファンデンブルック   | ベルギー   |
| 2000 | ヨハン・ムセウ                 | ベルギー   |
| 2001 | ミケーレ・バルトリ             | イタリア   |
| 2002 | ペーター・ファンペテヘム       | ベルギー   |
| 2003 | ヨハン・ムセウ                 | ベルギー   |
| 2005 | ニック・ニュイエンス           | ベルギー   |
| 2006 | フィリップ・ジルベール         | ベルギー   |
| 2007 | フィリッポ・ポッツァート       | イタリア   |
| 2008 | フィリップ・ジルベール         | ベルギー   |
| 2009 | トル・フースホフト             | ノルウェー |
| 2010 | フアン・アントニオ・フレチャ   | スペイン   |
| 2011 | セバスティアン・ランヘヴェルト | オランダ   |
| 2012 | セプ・ファンマルク             | ベルギー   |
| 2013 | ルカ・パオリーニ               | イタリア   |
| 2014 | イアン・スタナード             | イギリス   |
| 2015 | イアン・スタナード             | イギリス   |
| 2016 | フレフ・ファン・アヴェルマート | ベルギー   |
| 2017 | フレフ・ファン・アヴェルマート | ベルギー   |
| 2018 | ミカエル・ヴァルグレン         | デンマーク |
| 2019 | ズデネク・シュティバル         | チェコ     |
| 2020 | ジャスパー・ストゥイヴェン     | ベルギー   |
| 2021 | ダヴィデ・バッレリーニ         | イタリア   |
| 2022 | ワウト・ファン・アールト       | ベルギー   |
| 2023 | ディラン・ファンバールレ       | オランダ   |
| 2024 | ヤン・トラトニク               | スロベニア |
| 2025 | ソーレン・ヴァーレンショルト   | ノルウェー |